# Walter Thiemann
Walter Wilhelm August Thiemann (* 6. August 1898 in Barmen; † 26. Februar 1983 in Siegen) war ein deutscher evangelischer Pfarrer.

## Werdegang

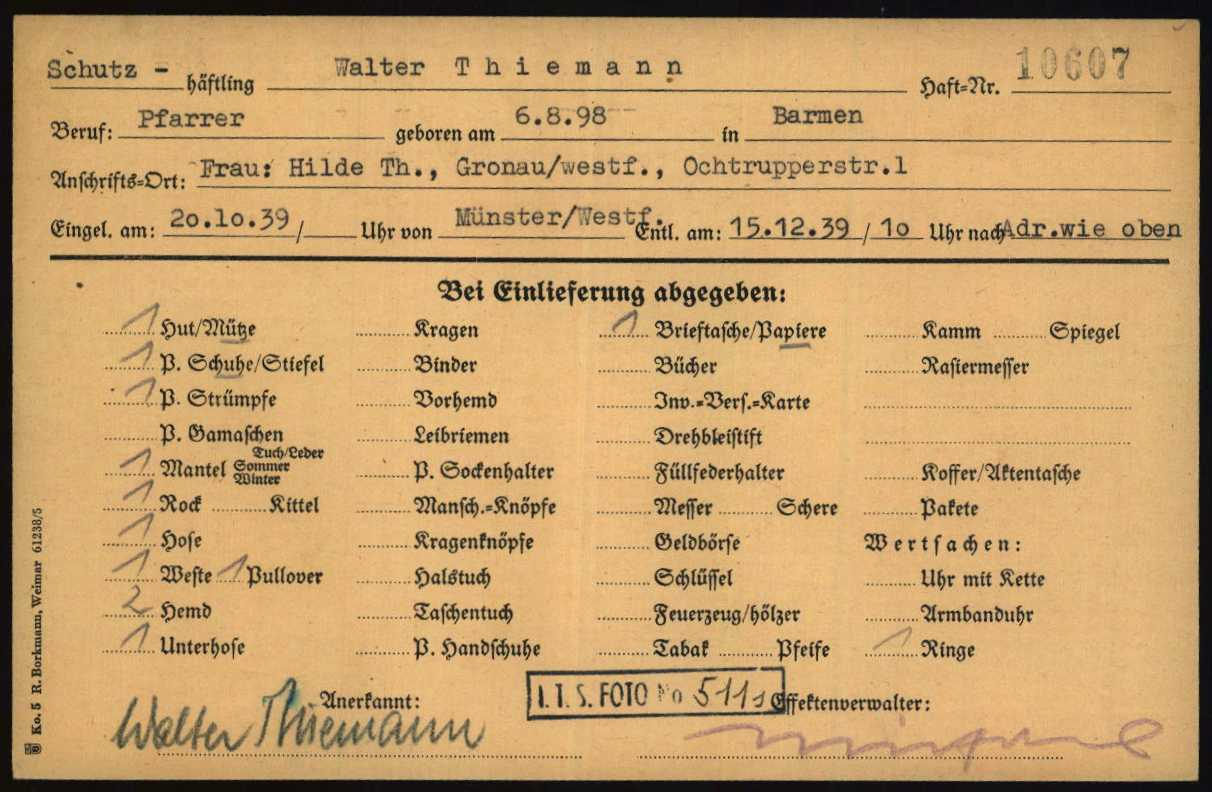
Effektenkarte von Walter Thiemann als Gefangener im nationalsozialistischen Konzentrationslager Buchenwald

Thiemann kam als Sohn des Kaufmanns Friedrich Thiemann und der Bertha Thiemann, geb. Weber, zur Welt. Er legte 1916 am Gymnasium Barmen das Abitur ab. Nach Teilnahme am Ersten Weltkrieg studierte er ab 1919 Theologie in Bonn und Tübingen. In den Jahren 1924/25 besuchte er das Predigerseminar in Soest. Ab 1925 wirkte er als Pfarrer in Bethel und war dort auch Leiter des evangelischen Volksschulheimes Lienen. 1934 kam er nach Gronau. Als aktives Mitglied der Bekennenden Kirche wurde er im Juli 1939 verhaftet und verbrachte fünf Monate im Gestapo-Gefängnis in Münster und im KZ Buchenwald. 1940 kam er als Pfarrer nach Neunkirchen und 1946 nach Siegen, wo er bis zu seinem Ruhestand 1964 wirkte. Dort war er Gründer der Gesellschaft für christlich-jüdische Zusammenarbeit (siehe Deutscher Koordinierungsrat der Gesellschaften für Christlich-Jüdische Zusammenarbeit).

## Ehrungen
- 1968: Verdienstkreuz 1. Klasse der Bundesrepublik Deutschland

| Personendaten    | Personendaten                                        |
| ---------------- | ---------------------------------------------------- |
| NAME             | Thiemann, Walter                                     |
| ALTERNATIVNAMEN  | Thiemann, Walter Wilhelm August (vollständiger Name) |
| KURZBESCHREIBUNG | deutscher evangelischer Pfarrer                      |
| GEBURTSDATUM     | 6. August 1898                                       |
| GEBURTSORT       | Barmen                                               |
| STERBEDATUM      | 26. Februar 1983                                     |
| STERBEORT        | Siegen                                               |